# 1999년 두산 베어스 시즌
1999년 두산 베어스 시즌은 두산 베어스가 KBO 리그에 참가한 첫 시즌으로, OB 베어스 시절까지 합하면 18번째 시즌이다. 김인식 감독이 팀을 맡은 5번째 시즌이며, 김태형이 작년에 이어 주장직을 연임했다. 팀은 정규 시즌 드림리그 1위를 차지했고, 매직리그 팀들과 비교해도 통합 승률 1위였다. 그러나 이후 에이스 박명환과 좌완 이혜천이 부상으로 연습을 한동안 못해 힘이 더욱 떨어져 플레이오프에서 매직리그 2위 한화 이글스를 상대로 무승 4패로 스윕을 당하며 탈락했다.

## 타이틀
- 출장 (투수) : 차명주 (83)
- 구원등판 : 차명주 (78)
- 마무리등판 : 진필중 (68)
- 세이브포인트 : 진필중 (52)
- 출장 (타자) : 심정수 (132), 김민호 (132)
- 도루 : 정수근 (57)
- 고의4구 : 우즈 (8)
- KBO 골든글러브 : 정수근 (외야수)
- 올스타 선발 : 김동주 (3루수), 정수근 (외야수)
- 올스타전 추천선수 : 이경필, 진필중, 홍성흔, 김민호
- KBO 신인상 : 홍성흔
- 사랑의 골든글러브 : 진필중
- 매직글러브 : 김민호 (유격수), 심정수 (우익수)
- 아시아 야구 선수권 대회 금메달 : 진필중, 홍성흔, 김동주, 김민호, 정수근
- 한일 슈퍼게임 국가대표 : 진필중, 홍성흔, 김동주, 김민호, 정수근, 심정수
- 컴투스프로야구 레전드 카드: 정수근, 진필중
- 컴투스프로야구 두산 베어스 베스트 라인업: 진필중 (마무리투수), 심정수 (우익수)
- 컴투스프로야구2022 타이틀홀더 라인업: 진필중 (마무리투수), 정수근 (중견수)
- 컴투스프로야구 90년대 올스타: 진필중 (중계투수)

### 퓨처스리그
- 홈런: 추성건 (12)
- 북부리그 완투: 강길용 (2)

## 선수단
- 선발투수 : 이경필, 최용호, 강병규, 이광우, 박명환
- 구원투수 : 장성진, 이혜천, 차명주, 이상훈, 김경원, 구자운, 한태균, 이재만, 김영수, 김유봉
- 마무리투수 : 진필중, 이경수, 강길용
- 포수 : 홍성흔, 김윤일, 김태형, 진갑용
- 1루수 : 우즈, 김종석, 강혁
- 2루수 : 안경현, 케세레스, 이종민
- 유격수 : 김민호
- 3루수 : 김동주, 홍원기
- 좌익수 : 장원진, 전상렬
- 중견수 : 정수근, 김실
- 우익수 : 심정수, 문희성, 전형도
- 지명타자 : 최훈재, 추성건, 김정규, 윤상무, 강규철

## 여담
- 팀이 두산 베어스라는 이름으로 치른 첫 경기는 4월 3일 롯데 자이언츠와의 경기였다. 이날 선발 등판한 강병규가 첫 패전투수가 되었고, 1번 타자 김민호가 처음으로 타석을 소화한 선수가 되었다.
- 진필중은 4월 7일 현대 유니콘스와의 경기에서 두산 베어스의 첫 승리투수가 되었고, 4월 17일 쌍방울 레이더스와의 경기에서는 첫 세이브를 기록했다.
- 차명주는 이 시즌에 총 78번 구원 등판했는데, 5차례 선발 등판한 경험도 있어 역대 단일 시즌 선발 등판 경험 투수 중 최다 구원 등판 기록을 세웠다.
- 진필중은 이 시즌 쌍방울 레이더스와의 경기에 15번 등판하여 13세이브로 단일 시즌 쌍방울 레이더스와의 경기에 최다 등판, 최다 세이브를 기록한 투수가 되었다.
- 구자운은 이 시즌 쌍방울 레이더스와의 경기에서 0이닝 1실점을 기록하여 단일 시즌 쌍방울 레이더스와의 경기에서 최고 평균자책점을 기록한 선수가 되었다.
- 심정수는 이 시즌 KBO 리그 역대 단일 시즌 현대 유니콘스 상대 최다 홈런(9) 기록을 세웠다.
- 차명주는 이 시즌 KBO 리그 역대 단일 시즌 현대 유니콘스 상대 최다 등판(17) 기록을 세웠다.
- 진필중은 52 세이브포인트로 KBO 리그 역대 단일 시즌 최다 세이브포인트를 기록했으며, 경기의 마지막 투수로 총 68번 등판해 이 부문에서도 최다 기록을 가지고 있다.
- 김실은 이 시즌 개인 통산 마지막 희생번트를 기록해 통산 61 희생번트로 KBO 리그 역대 용병 최다 희생번트 기록을 보유하고 있다.
- 진필중은 규정 이닝을 채우지 못하고도 16승을 기록해 KBO 리그 역대 단일 시즌 규정 이닝 미충족 투수 최다승 기록을 세웠다.
- 진필중은 이 시즌 월요일 경기 9세이브로 KBO 리그 역대 단일 시즌 월요일 경기 최다 기록을 세웠다.
- 우즈는 수비 WAR -1.68로 KBO 리그 역대 주포지션이 내야수인 외국인 타자 중 단일 시즌 최저 기록을 세웠다. 2000년 로마이어가 이 시즌 우즈보다 더 낮은 수비 WAR을 기록하긴 했지만, 2000년 당시 로마이어의 경우 주포지션이 지명타자였다.
- 이 시즌 팀은 보크 12회로 역대 단일 시즌 최다 보크를 기록했다.
- 우즈는 이 시즌 월요일 경기 22삼진으로 KBO 리그 역대 단일 시즌 월요일 경기 최다 기록을 세웠다.
- 우즈는 1990년대 누적 WAR 10.02로 KBO 리그 외국인 타자 최고 기록을 세웠다.
- 두산 베어스 2군은 5년 연속으로 KBO 퓨처스리그 북부리그 최하위에 그쳤다.

## 같이 보기
- 1998년 OB 베어스 시즌
- 2014년 두산 베어스 시즌